# 12e groupe d'armées (États-Unis)
Le 12e groupe d'armées des États-Unis - Twelfth United States Army Group - est la plus grande et plus puissante formation terrestre de l'histoire des États-Unis. Ce groupe d'armées contrôlait la majeure partie des forces de l'armée de terre des États-Unis sur le front ouest lors de la Seconde Guerre mondiale et a été l'un des trois groupes d'armées du Supreme Headquarters Allied Expeditionary Force. Il était commandé par le Général Omar Bradley et son quartier général fut installé à Londres le 14 juillet 1944.

## Historique

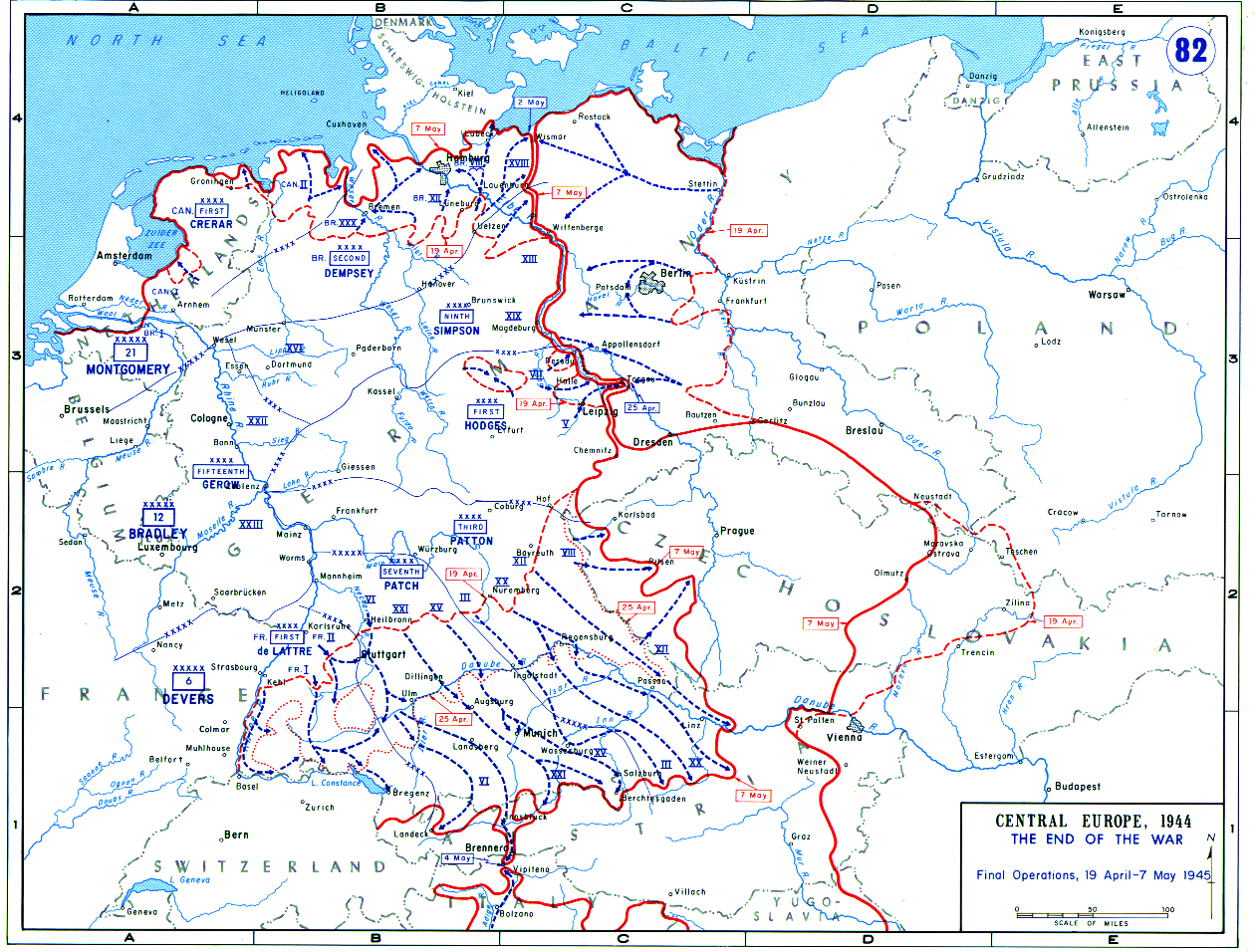
Carte des opérations, 19 avril - 7 mai 1945. Le d'armée est au centre de la ligne de front.

Le premier groupe d'armées des États-Unis - First U.S. Army Group (FUSAG) - est activé au Royaume-Uni le 16 octobre 1943. Il devient le Twelfth United States Army Group le 14 juillet 1944 mais le FUSAG reste fictivement activé dans le cadre de l'opération Quicksilver agissant dans le but de leurrer l'Allemagne nazie et de lui faire croire qu'il prépare un deuxième débarquement jusqu'à ce qu'il soit officiellement dissout le 18 octobre 1944.
Le 12e groupe d'armées dont les effectifs globaux en août 1944 est de 900 000 hommes occupait le flanc droit du front allié lors de la bataille de Normandie. Après la percée d'Avranches et le contournement des lignes allemandes, le 12e groupe d'armée se trouva au centre du front ouest. Au nord se trouvait le 21e groupe d'armées britannique et au sud, après le débarquement de Provence, se trouvait le 6e groupe d'armées des États-Unis.
Il subit de plein fouet l'offensive allemande en Ardennes fin 1944 et parvint à remporter la victoire.
Durant son avance à travers l'Allemagne en 1945, il disposait de 39 divisions d'infanterie et aéroportées ainsi que de 15 divisions blindées, répartis dans quatre armées placées sous son contrôle : 

- 1re armée des États-Unis ;

- 3e armée des États-Unis ;

- 9e armée des États-Unis ;

- 15e armée des États-Unis (cette dernière étant en cours de formation).
À la date de l'armistice, le 12e groupe d'armées des États-Unis comptait plus de 1,3 million d'hommes.

## Composition en mai 1945
- 12th Army Group - Général Omar Bradley

- -  1re armée - Gen Courtney Hodges
    -  III Corps - Gen James Van Fleet
    -  V Corps - Gen Clarence R. Huebner
    -  VII Corps - Gen Joseph Lawton Collins
    -  XVIII Airborne Corps - Gen Matthew Ridgway

- -  3e armée - Gen George S. Patton
    -  VIII Corps - Gen Troy H. Middleton
    -  XII Corps - Gen Manton S. Eddy
    -  XX Corps - Gen Walton Walker

- -  9e armée - Gen William Hood Simpson
    -  XIII Corps - Gen Alvan Cullom Gillem, Jr. (en)
    -  XVI Corps - Gen John B. Anderson
    -  XIX Corps - Raymond S. McLain[4]

- -  15e armée - Gen Leonard T. Gerow
    -  XXII Corps - Gen Ernest N. Harmon
    -  XXIII Corps - Gen Jesmond Dene Balmer[5]